# AXELOS
Axelos (Eigenschreibweise AXELOS) ist Anbieter einer Reihe von Best-Practice-Methoden, die nach eigenen Angaben weltweit von Fachleuten in den Bereichen Projekt-, Programm- und Portfoliomanagement, IT-Service-Management und Cyber-Resilienz verwendet werden.

## Geschichte
Axelos entstand im Juli 2013 als Joint Venture des Cabinet Office (49 %) und der Capita Group (51 %) und ist seitdem verantwortlich für die Best-Practice-Leitfäden, die zuvor von den britischen Behörden Central Computer and Telecommunications Agency (CCTA) und Office of Government Commerce (OGC) verantwortet wurden.
Seit Januar 2018 ist PeopleCert als Examination Institute (EI) im Auftrag von Axelos für die Organisation und Durchführung der Zertifikatsprüfungen und die Koordination der Accredited Training Organizations (ATOs) zuständig. Im Juli 2018 erschien mit My Axelos die Community-Plattform des Unternehmens. Im Zusammenhang mit dem 100%igen Verkauf in die Privatwirtschaft im Jahr 2021 an den griechischen Zertifizierer PeopleCert wurden papierbasierte Prüfungen sowie der Vertrieb der offiziellen Literatur eingestellt sowie eine Re-Zertifizierungspflicht nach drei Jahren für alle Zertifikate ab Januar 2023 eingeführt.

## Portfolio
- seit 1989: ITIL (Information Technology Infrastructure Library)
- seit 1996: PRINCE2 (PRojects IN Controlled Environments)
- seit 1999: MSP (Managing Successful Programmes)
- seit 2002: M_o_R (Management of Risk)
- seit 2005: P3M3
- seit 2008: P3O (Portfolio, Programme and Project Offices)
- 2010–2025: MoV (Management of Value)
- seit 2011: MoP (Management of Portfolios)
- 2015–2025: Resilia
- seit 2015: PRINCE2 Agile
- 2018–2025: Agileshift

## Verbreitung
ITIL gilt als De-facto-Standard im Bereich IT-Service-Management und bei PRINCE2 handelt es sich – neben PMBOK Guide und IPMA ICB – um die laut eigener Angabe weltweit führende Projektmanagementmethode. Der Bekanntheitsgrad der beiden Methoden spiegelt sich auch in den Zertifizierungszahlen wider. Mit Stand Oktober 2021 gab es über 2 Mio. ITIL- und über 1,6 Mio. PRINCE2-zertifizierte Personen im Successful Candidates Register von Axelos.